# Naranjales (Mayagüez)
Naranjales es un barrio ubicado en el municipio de Mayagüez en el estado libre asociado de Puerto Rico. En el Censo de 2010 tenía una población de 1109 habitantes y una densidad poblacional de 279,68 personas por km².

## Geografía
Naranjales se encuentra ubicado en las coordenadas 18°12′29″N 67°2′43″O / 18.20806, -67.04528. Según la Oficina del Censo de los Estados Unidos, Naranjales tiene una superficie total de 3.97 km², que corresponden a tierra firme.

## Demografía
Según el censo de 2010, había 1109 personas residiendo en Naranjales. La densidad de población era de 279,68 hab./km². De los 1109 habitantes, Naranjales estaba compuesto por el 78.18% blancos, el 7.84% eran afroamericanos, el 0.63% eran amerindios, el 0.45% eran asiáticos, el 8.39% eran de otras razas y el 4.51% pertenecían a dos o más razas. Del total de la población el 99.28% eran hispanos o latinos de cualquier raza.